# Чайка Хартлауба
Ча́йка Хартлауба (лат. Chroicocephalus hartlaubii) — вид птиц из семейства чайковых (Laridae). Названа в честь немецкого орнитолога Густава Хартлауба.

## Описание
Чайка Хартлауба похожа на сероголовую чайку (Larus cirrocephalus), только немного меньше. Взрослые птицы достигают длины 36—38 см (сероголовая чайка 40—42 см). Кроме того, у этого вида более тонкий и темный клюв, а также вместо жёлтых тёмные глаза. Ноги и лапы более тёмного красного цвета чем у сероголовой чайки. Существенное различие — это голова, которая у сероголовой чайки серого, а у чайки Хартлауба светло-серого цвета, либо полностью белого цвета в период гнездования.
Внешне мужские и женские особи птиц не различаются.

## Распространение
Чайка Хартлауба распространена на атлантическом побережье Южной Африки и Намибии. Её жизненное пространство охватывает территориальные воды, а также внутренние водоёмы, включая плотинные озёра, гавани и заводи. Вид широко распространён и не находится под угрозой.